# 田健治郎
田 健治郎（でん けんじろう、安政2年2月8日〈1855年3月25日〉- 昭和5年〈1930年〉11月16日）は、日本の官僚、政治家、華族（男爵）。幼名は梅之助、号は譲山。衆議院議員・貴族院議員（勅選）・逓信大臣・司法大臣・農商務大臣・台湾総督・枢密顧問官等を歴任。田艇吉（衆議院議員）は兄。田英夫（参議院議員）は孫。また先祖に元禄時代の女流俳人田捨女がいる。

## 来歴
丹波国氷上郡柏原藩領の下小倉村（現在の兵庫県丹波市柏原町下小倉）に田文平の子として生まれる。健治郎の家は代々大庄屋を務めた豪農であった。幼時には強健・腕白で、虚弱だった兄・艇吉がケンカに負けるとその仕返しに出向いたという逸話が残っている。
明治7年（1874年）に上京し、同郷の先輩の紹介で熊谷県の下級吏員に採用、翌年に愛知県に移り、名古屋裁判所安濃津支庁（現三重県津市）の糺問係に就いた。この任期中に地租改正に反対する伊勢暴動が発生。健治郎は暴動の鎮圧で功績を上げることとなった。
次いで高知県・神奈川県・埼玉県部長など地方の警察畑を歩み、立身していった。明治23年（1890年）、時の逓信大臣後藤象二郎に見いだされ中央官界への道をつかみ、警保局官吏から逓信省に入省し、局長・逓信次官・鉄道会議幹事（後に同議員に転じる）を務める。一時期、官を辞めて関西鉄道社長を務めた。明治33年（1900年）5月9日、錦鶏間祗候を仰せ付けられる。明治34年（1901年）、兵庫県第3区選出・植木致一の辞職に伴う補欠選挙に、伊藤博文の勧めで立憲政友会から出馬し衆議院議員に当選。次の第7回総選挙でも当選し、衆議院議員を1期半務める。
明治34年（1901年）、政友会が第1次桂内閣を巡って二分された際に幹部を批判したとして政友会を除名された。その後、伊藤の執り成しで復党したものの、伊藤の政友会総裁辞任後に離党、衆議院議員の辞任後に三度逓信省に復帰して再度次官を務めた。明治39年（1906年）の退官後の1月7日、貴族院勅選議員に勅任され茶話会に所属、翌年には男爵に叙せられると伊藤とも距離を置き始める。その後、平田東助・清浦奎吾・大浦兼武らと共に元老・山縣有朋系の官僚政治家として活動する。
シーメンス事件後の第1次山本内閣倒閣の中心人物のひとりとなって古巣の立憲政友会と激しく対立した。しかし次の第2次大隈内閣以後、政友会との関係を改善して原敬と山縣有朋の仲介役となる。同内閣崩壊後には寺内内閣の発足に尽力して逓信大臣に就任、シベリア出兵を求める意見書を提出した。大正8年（1919年）、文官として初めて台湾総督となったが、これは総督の軍人専任を改めようとする原敬とそれに反対する山縣有朋との一種の妥協とも言われている。また原としても、山県系の政治家である田を厚遇しつつ国内政治から離脱させる政治的にも意味のある人事だった。総督時代には台湾における法制整備と文民統治の定着に尽力した。内地延長主義を主張し、「内台一体」という方針の下に、内台の差別をなくす融合政策を行った。ところが原敬が暗殺されると、元政友会総裁で元老の西園寺公望は急遽後継総裁に立てた高橋是清に不安を覚え、田に政友会に復帰して横田千之助を総裁にするまでの中継ぎの総裁に就任することを要請したが、山縣との関係もあり辞退したと言われている（結果的には横田の急死もあって高橋が長期にわたって政友会総裁を務めることになった）。
大正12年（1923年）の関東大震災直後に成立した第2次山本内閣に農商務大臣として入閣する。後藤新平内務大臣とは反目しつつも共に震災復興計画を策定するが、政友会の反対で骨抜きにされてしまう。さらに第47回帝国議会で火保法案が審議未了で不成立となったのを受け、主任大臣としての責任をとり辞任した。大正15年（1926年）以後は枢密顧問官を務める。
昭和5年（1930年）、東京府荏原郡玉川村（現：東京都世田谷区）上野毛の自宅・万象閣で倒れ、脳出血から肺炎を併発して死去。墓所は多磨霊園にある。
貴族院議員勅任から最晩年までの政治活動を綴った『田健治郎日記』は近代政治史上貴重な史料となっている。

## 栄典
位階

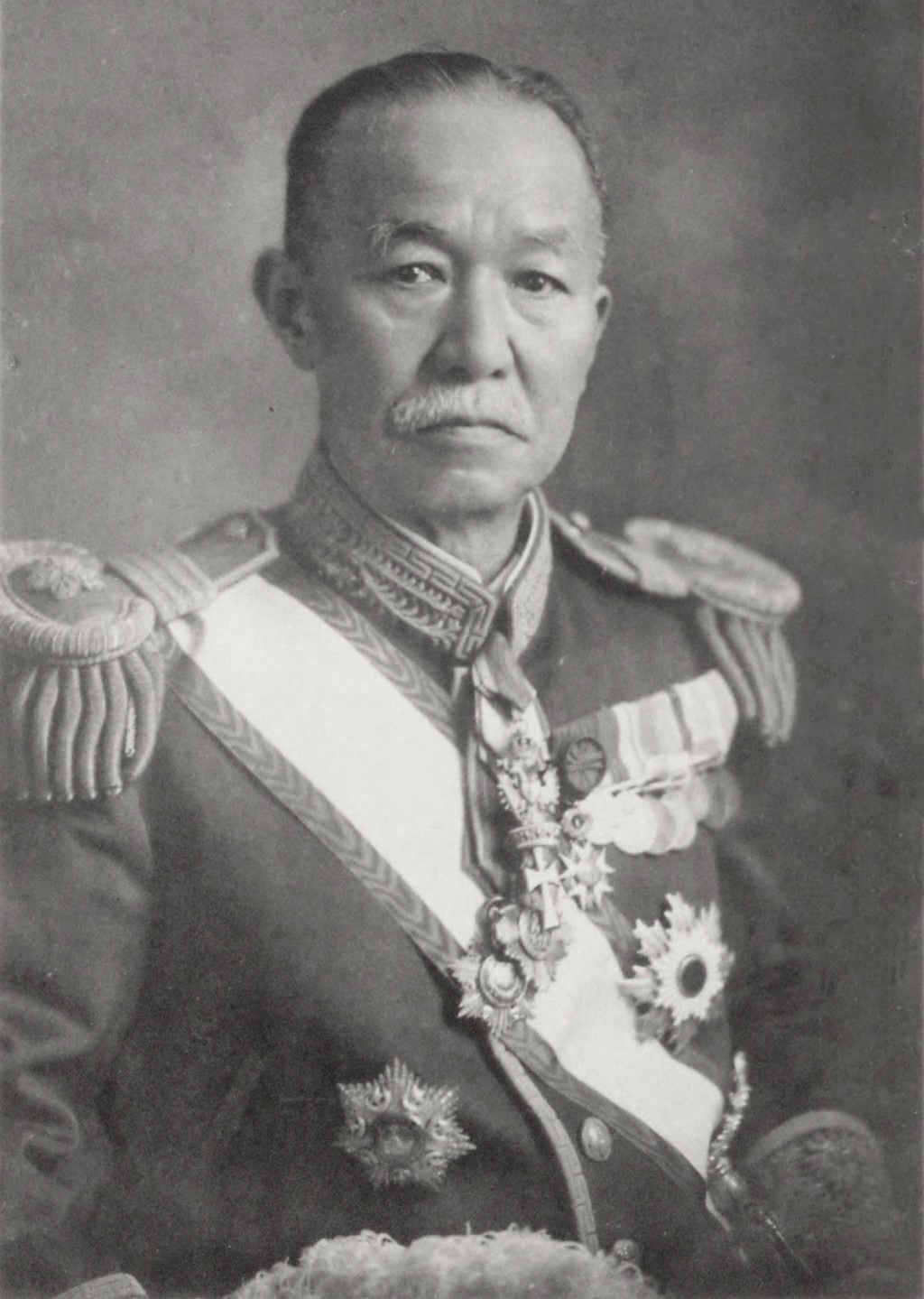
晩年の田健治郎

- 1882年（明治15年）5月23日 - 従七位[8]
- 1886年（明治19年）7月8日 - 正七位[8][9]
- 1891年（明治24年）12月8日 - 正六位[8]
- 1892年（明治25年）12月12日 - 従五位[8][10]
- 1893年（明治26年）4月11日 - 正五位[8]
- 1898年（明治31年）
  - 2月28日 - 従四位[8]
  - 9月20日 - 正四位[8][11]
- 1916年（大正5年）9月30日 - 従三位[8][12]
- 1922年（大正11年）11月10日 - 正三位[8][13]
- 1930年（昭和5年）4月1日 - 従二位[8][14]

爵位
- 1907年（明治40年）9月21日 - 男爵[8][15]

勲章等
| 受章年                     | 略綬 | 勲章名                 | 備考 |
| -------------------------- | ---- | ---------------------- | ---- |
| 1892年（明治25年）6月29日  |      | 勲六等瑞宝章           |      |
| 1893年（明治26年）12月28日 |      | 勲五等瑞宝章           |      |
| 1895年（明治28年）6月21日  |      | 勲四等瑞宝章           |      |
| 1895年（明治28年）10月31日 |      | 勲三等旭日中綬章       |      |
| 1895年（明治28年）11月18日 |      | 明治二十七八年従軍記章 |      |
| 1906年（明治39年）4月1日   |      | 勲二等旭日重光章       |      |
| 1906年（明治39年）4月1日   |      | 明治三十七八年従軍記章 |      |
| 1912年（大正元年）8月1日   |      | 韓国併合記念章         |      |
| 1915年（大正4年）11月10日  |      | 大礼記念章（大正）     |      |
| 1917年（大正6年）11月29日  |      | 金杯一個               |      |
| 1919年（大正8年）2月11日   |      | 金杯一個               |      |
| 1919年（大正8年）12月25日  |      | 勲一等瑞宝章           |      |
| 1920年（大正9年）11月1日   |      | 旭日大綬章             |      |
| 1921年（大正10年）7月1日   |      | 第一回国勢調査記念章   |      |
| 1924年（大正13年）1月10日  |      | 御紋付銀杯             |      |
| 1928年（昭和3年）11月10日  |      | 大礼記念章（昭和）     |      |
| 1930年（昭和5年）11月16日  |      | 旭日桐花大綬章         |      |
| 1930年（昭和5年）11月16日  |      | 帝都復興記念章         |      |

外国勲章佩用允許
| 受章年                    | 国籍                         | 略綬 | 勲章名                                       | 備考 |
| ------------------------- | ---------------------------- | ---- | -------------------------------------------- | ---- |
| 1894年（明治27年）4月12日 | フランス共和国               |      | レジオンドヌール勲章オフィシェ               |      |
| 1897年（明治30年）1月20日 | デンマーク王国               |      | ダネブロク勲章コマンドールドラスコンドクラス |      |
| 1897年（明治30年）5月28日 | オーストリア＝ハンガリー帝国 |      | 鉄冠第二等勲章                               |      |
| 1897年（明治30年）8月26日 | オスマン帝国                 |      | メジジェ第二等勲章                           |      |
| 1898年（明治31年）4月16日 | ルーマニア王国               |      | レトワールドルーマニー勲章コマンドール       |      |

## 著作
- 尚友倶楽部・広瀬順晧編『田健治郎日記 1（明治39年-43年）』芙蓉書房出版、2008年12月。ISBN 978-4829504376。
- 尚友倶楽部・桜井良樹編『田健治郎日記 2（明治44年-大正3年）』芙蓉書房出版、2009年9月。ISBN 978-4829504574。
- 尚友倶楽部・内藤一成編『田健治郎日記 3（大正4年-大正6年）』芙蓉書房出版、2012年12月。
  - ※全7巻で、2018年3月に最終巻（-昭和五年、書簡、人名索引）が刊行完結。

## 親族
- 先妻：光子（1861–1888） - 佐野友吉妹[28]
- 後妻：やす（1871–1935） - 重野安居長女[28]
- 長男：篤（1884–1959） - 男爵[28]
- 二男：誠（1891–1974） - 田英夫の父、華中鉄道副総裁[28]
- 三男：正（1896–1916）
- 四男：勤（1898–1925）
- 五男：早逝
- 六男：勲（1904–1924）
- 長女：芳子（1893–1959） - 武田額三夫人[28]
- 二女：輝子（1894–？） - 安場保健夫人[28]
- 三女：雅子（1903–1979） - 町田襄治夫人
- 四女：季子（1908–？） - 野村正二郎夫人[28]
- 孫：健一（1914–？） - 男爵、篤の長男、長岡工業高専校長[28]